# 오로베네이터

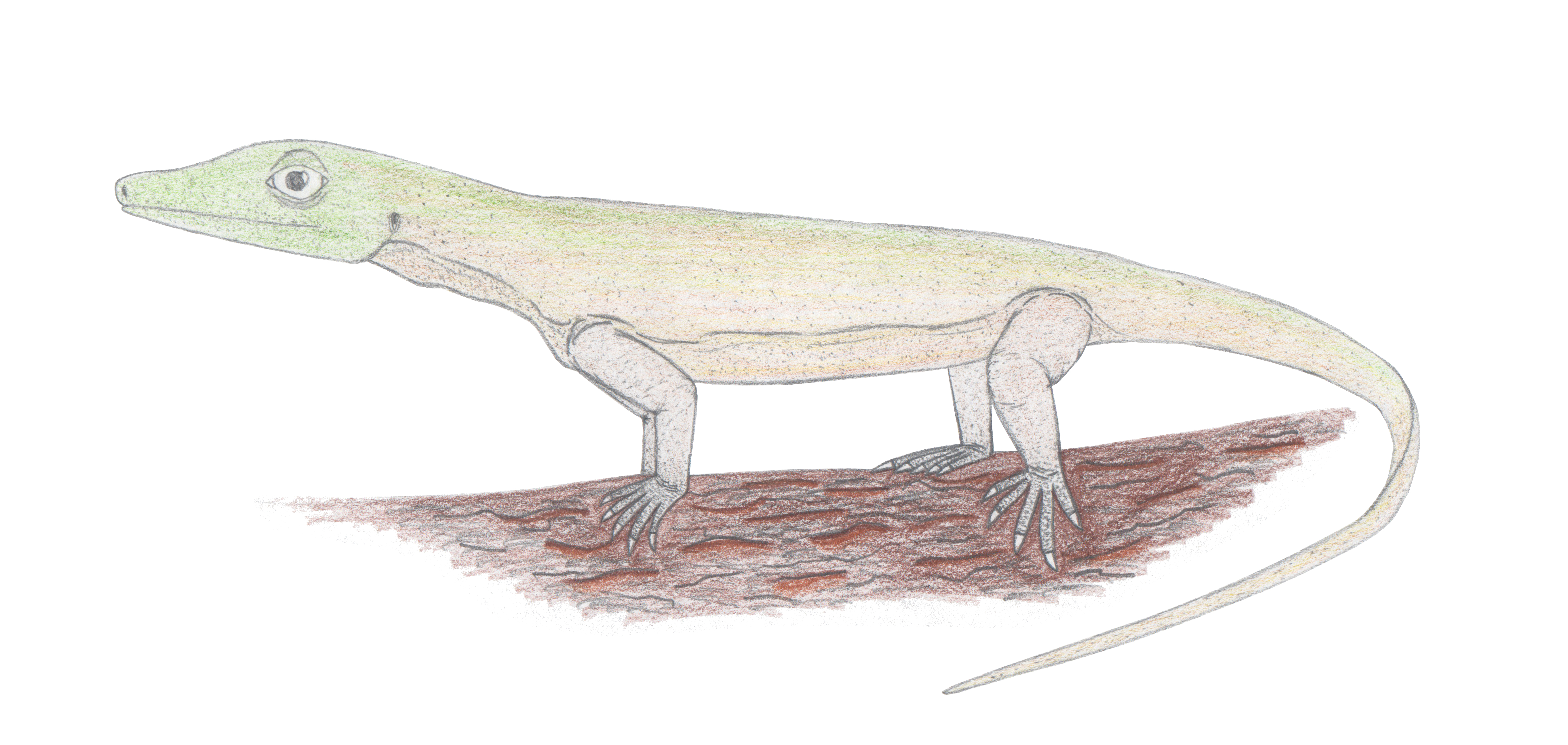

오로베나토르(학명:Orovenator mayorum)는 기룡목 드레파노사우루스과에 속하는 기룡이다. 지금은 멸종된 종으로서 전체적인 몸길이가 4~5m인 거대한 기룡에 속한다.

## 특징
오로베나토르(Orovenator)는 미국 오클라호마의 로어 퍼미언(Sakmarian stage) 퇴적물에서 멸종된 디아피드의 속이다. 그것은 오클라호마의 리차드 스퍼 지역으로부터 온 두 개의 부분적인 두개골로부터 알려져 있다. 홀형 OMNH 74606은 코와 하악성을 보존하는 부분 두개골과 두개골 지붕, 척추 및 구개성 원소를 보존하는 부분 두개골인 참고 문헌 OMNH 74607로 구성되어 있다. 그것은 처음에 로버트 R에 의해 이름이 지어졌다. 레이즈, 션 P. 모데스토와 다이앤 M.에 의하여 발표된 2011년에 스콧의 종류는 오로베나토르 마요룸이다. 총칭은 페름기 산악지대였던 리차드 스퍼 지역성과 라틴어로 "사냥꾼", 그리스어로 "산"을 의미한다. 구체적인 이름은 빌과 줄리 메이에게 경의를 표한다. 오로베네이터는 현재까지 가장 오래되고 가장 기초적인 드레파노사우루스과이다. 데이비드 포드와 로저 벤슨의 2018년에 재시술은 오로베나토르가 전통적으로 시냅스(현대 파충류보다 포유류와 더 밀접하게 관련된 암모충이다.)로 여겨지는 파충류 같은 테트라포드의 집단인 바라노피드와 많은 유사점을 공유하고 있다는 것을 발견했다. 그러나, 이 제안된 오로베네이터와 바란오피드스의 긴밀한 관계는 오로베네이터를 시냅시드로 만들지는 않았다. 오히려 디아프시다 내의 바란피대의 배치를 지지했다. 오로베나토르는 바다의 생활에 적응한 기룡으로서 긴목을 가지고 있으며 양턱에는 총 15~25개의 날카로운 이빨을 가지고 있다. 먹이로는 당대에 서식했던 물고기, 갑각류, 두족류 등을 잡아먹고 살았던 육식성 포식자로 추정되는 종이다.

## 생존시기와 서식지와 화석의 발견
오로베나토르는 고생대의 페름기에서 중생대의 트라이아스기 초기 즉, 2억 9000만년전~2억 2000만년전에 생존했었으며, 당대에는 북아메리카를 중심으로 하는 북동부 태평양과 북서부 대서양에서 주로 서식했었던 기룡이다. 화석의 발견은 2011년에 미국의 페름기에 형성된 지층에서 미국의 고생물학자들에 의하여 처음으로 화석이 발견되어 새롭게 명명된 종이다.

## 같이 보기
- 파충류
- 고생대
- 페름기
- 중생대
- 트라이아스기
- 기룡
- 화석